# بویینک
بویینک، روستایی از توابع بخش کوهین شهرستان قزوین در استان قزوین ایران است.

## جمعیت
این روستا در دهستان ایلات قاقازان شرقی قرار دارد و براساس سرشماری مرکز آمار ایران در سال ۱۳۸۵، جمعیت آن ۸۴۴ نفر (۱۹۹خانوار) بوده‌است.

## اتفاقات مرتبط به این روستا
فیلم فیلم گاو ساخته داریوش مهرجویی در سال 1348 در این روستا ساخته شده است.